# Kagecreme
Kagecreme eller konditorcreme (fransk: crème pâtissière) er en creme lavet af mælk, sukker, vanilje, mel eller stivelse og nogle gange æggeblommer. Den anvendes som fyld og topping til kager, tærter og desserter samt som grundlag for smørcreme. Forskellen fra engelsk creme er, at konditorcreme er gelatineret med stivelse. Lavet med stivelse kaldes den også stivelsescreme og er praktisk talt identisk med semuljebudding, som er lavet af de samme ingredienser.

## Tilberedning
Der er forskellige opskrifter på kagecreme, der adskiller sig ved mængden af ingredienserne og de nøjagtige forarbejdningstrin. Som regel blandes ingredienserne sammen og koges, hvorved stivelsen gelatinerer, og cremen stivner (gelatineringen sker mellem ca. 60 og 90 °C, afhængig af sorten). Ikke alle opskrifter indeholder æggeblommer, men de øvrige ingredienser kan ikke udelades.
Hvis cremepulver er angivet i opskrifterne, drejer det sig hovedsageligt om stivelse, eventuelt med en passende smag tilsat. Til hjemmebrug er buddingpulver kommercielt tilgængeligt. Det består af stivelse og naturlig vaniljesmag. Koldt cremepulver er også tilgængeligt med prægelatineret stivelse, som kan binde kold væske. Det betyder, at en creme effektivt kan fremstilles uden opvarmning, så den er tæt på den kogte vaniljecreme.
Hvis der skal reklameres med vaniljecreme, skal cremen være lavet med ægte vanilje eller naturlig vaniljesmag, det vil sige opnået fra vaniljestang. Hvis der er brugt naturidentisk eller kunstig vanillin, er navnet ikke tilladt ifølge flere landes lovgivning, så det må kaldes noget andet.
Ved at tilsætte sødede eller rene æggehvider i den stadig varme creme fås en let vaniljecreme, også kendt som Skt. Honoré-creme, som er særligt stabil på grund af æggehvidernes koagulering. Den egner sig blandt andet som fyld til donuts, éclairs og othelloboller samt til Saint-Honoré-kager. Men da proteinet ikke er kogt, er det et råt æggeprodukt, der skal indtages inden for kort tid på grund af risikoen for salmonella eller kun opbevares på køl i kort tid og er underlagt særlige fødevarehygiejneforskrifter.

## Varianter
- Frangipancreme: vaniljecreme med mandler (marcipan, makroner, amaretto).[11][12]